# Olios patagiatus
Olios patagiatus là một loài nhện trong họ Sparassidae.
Loài này thuộc chi Olios. Olios patagiatus được Eugène Simon miêu tả năm 1897.